# Aubigny-aux-Kaisnes
Aubigny-aux-Kaisnes é uma comuna francesa na região administrativa de Altos da França, no departamento Aisne. Estende-se por uma área de 3,72 km². Em 2010 a comuna tinha 258 habitantes (densidade: 69,4 hab./km²).